# Elitteori

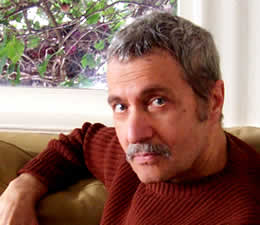
Den amerikanske statsvetaren och författaren Michael Parenti har skrivit debatterande böcker med elitteori som utgångspunkt.

Elitteori är en samhällsteori som beskriver hur makten i större eller mer komplexa samhällen är starkt ojämnt fördelad. Det vill säga, inflytandet över centrala eller mer långsiktiga beslut tenderar att koncentreras till eliten, en fåtalig och mer eller mindre enhetlig samhällsgrupp som reproduceras över tid. Enligt elitteorin vinner denna minoritet sin dominerande ställning genom metoder, vilka ligger bortom legitima val. Skenet av demokratisk majoritetskontroll kan därför anses bedrägligt för många. Minoriteten kan via en rad metoder, från tvång till propaganda, manipulera majoriteten för sina syften. På grund av sin makt, sin organisation, sin politiska skicklighet, eller sina personliga egenskaper, kan eliten bevara sin hegemoni. 
Elitens enhet betraktas ibland som ett resultat av dess sociala bakgrund och ibland som ett resultat av elitens egen organisation, det vill säga den anda av enhet som är baserad på sammanfallande intressen och deras homogena uppträdande. Elitens sammanhållning skapar också en självmedvetenhet som fungerar som en extra drivkraft.
Elitteori har nära samband med teorier om klass och social stratifiering men även med public-choice teori.

## De tidiga elitteoretikerna
Tre sociologer räknas in i denna skola, även kallad elitdoktrinen, de båda italienarna Vilfredo Pareto och Gaetano Mosca, och den tyske, i Italien verksamme, Robert Michels. De var aktiva under sekelskiftet mellan andra halvan av 1800-talet första halvan av 1900-talet. Som mest kända verk räknas; Paretos The Mind and Society (1935), Moscas The Ruling Class (1939) och Michels Zur Soziologie der Parteiwesens (1911).
Vad dessa samhällsforskare och deras efterföljare har försökt besvara, är frågeställningen; om ett samhälle styrs enligt demokratiska principer eller om det i själva verket i varierande grad är en hägring. Är vi då utsatta för maktutövning bortom demokratisk kontroll?
Storleken på de eliter, vilka teoretikerna försöker skilja från majoriteten, varierar beroende på var de drar gränsen mellan de som har stort eller litet inflytande. Ofta delar man in eliten i två nivåer, vilket också Pareto och Mosca gjorde. Denna nivågruppering innebär, att de olika teoretikerna gör skillnader i såväl graden som typen av inflytande. Ofta har de lägre graderna inom eliten en medlande funktion, mellan eliten och massan. Mosca menar dessutom, att det lägre lagret i eliten utgör rekryteringsbasen för de högre skikten. Denna "medelklass" är opinionsbildare och tjänar den högre eliten genom att kontrollera att fattade beslut genomförs. Därför är byråkratins personal ofta rekryterad från den nedre eliten.

## Utvecklingen av elitteorin
Den amerikanske sociologen C. Wright Mills ser också två skikt hos eliten, den inre och den yttre kärnan. Den inre kärnan består av de verkliga beslutsfattarna, medan den yttre består av folk som har ett visst inflytande och vars åsikter man måste beakta, men som inte har någon avgörande betydelse i beslutsfattandet. Pareto gjorde för sin del en skillnad i elitens sammansättning genom att dela den i en styrande elit och i en icke-styrande elit. Den icke styrande eliten finns i verksamheter som inte är av politisk karaktär. Elitteoretikerna av den klassiska skolan hade, i motsats till Mills, uppfattningen att en styrande elit var ett ofrånkomligt drag i varje samhälle. Michels hävdar i sitt klassiska arbete om "oligarkins järnlag" följande: "Uppkomsten av oligarkier inom de många olika demokratiska strukturerna bygger på en organisk nödvändighet" . I sin definition av oligarkins järnlag, hävdar Michels att varje demokratisk organisation inom sig bär fröet till en diktatur. Detta skeende beror inte på ledarnas ondska utan är en strukturell nödvändighet. När en organisation blir permanent, bildas ofrånkomligt ett funktionärsskikt som förr eller senare skapar ett fåtalsvälde.
C. Wright Mills delar inte den deterministiska synen. Han menar att människan i hög grad är ett handlande väsen, som själv, inom vissa gränser, formar sin framtid. Strukturerna är starka, men de är inte oföränderliga. Mills var också klart skild från de andra elitteoretikerna vad det gällde politisk åskådning. Pareto, Mosca och Michels kom alla tre att tjäna som mer eller mindre medvetna ideologer för den framväxande fascismen. Varken Pareto eller Mosca var fascister men delar av deras teorier användes för att legitimera denna rörelse. Michels gick från att vara radikal socialist och besviken demokrat till att bli fascist och professor i Italien under Mussolinis styre.)
Även om Mills intar en radikal politisk ståndpunkt när han studerar eliten, kan man inte som många gjort anse att hans arbete Makteliten är en studie enligt renodlad marxistisk teori. Andra som gjort studier av eliten, till exempel James Burnham i The Managerial revolution, har gjort det med utgångspunkt att kontroll över produktionsmedel är liktydigt med samhällelig makt. Men Mills har en mycket vidare definition av maktbegreppet, vilket är kopplat till samhällets alla institutioner. Här skiljer sig Mills också från Pareto, som gjorde sina studier utifrån det psykologiska perspektivet, men också från Michels och Mosca, som båda hade en organisatorisk utgångspunkt. Enligt Mills är den ekonomiska institutionen den kanske i grunden viktigaste samhällsföreteelsen, men man kan inte hävda, att all makt utgår från den, menar han. Benämningen "härskande klass" är en dålig definition av total makt, enligt Mills, då "härskande" är en term hämtad från den politiska sfären, medan "klass" är hämtad från den ekonomiska sfären.

### Koordination och rollbyten inom eliten
För att en nationell maktelit skall kunna existera krävs, menar Mills, någon form av kontakt mellan hierarkiernas ledare. Mills menar att sådana kontakter kan sträcka sig från medveten konspiration till enbart ett fastställande av gemensamma synsätt hos ledarna vad gäller värderingar och politiska riktlinjer. Denna form av institutionell närhet är starkast när individer byter chefsfunktioner i toppen av en dominerande institutionell apparat med personer i en annan dylik. Mills anför som exempel de talrika fall då verkställande direktörer och styrelseledamöter i stora företag i USA övergått till viktiga regeringsbefattningar och sedan återvänt till affärsvärlden eller till någon stor stiftelse. Eller som Mills själv uttrycker det:
| ” | "I och med att kraven på toppmännen i var och en av de stora hierarkierna blir alltmer likartade, blir också de personer som besätter dessa toppositioner - genom urvalsförfarandet och den träning de får på dessa poster - allt mer lika varandra. Detta är inte bara en slutledning från struktur till individ. Det är tvärtom ett konstaterande av en faktisk verklighet, som avslöjas av den omfattande trafik som pågår mellan de tre strukturerna, ofta i mycket komplicerade mönster. Bolagscheferna, krigsherrarna och utvalda politiker kom i intim och samarbetande kontakt med varandra under andra världskriget, och efter krigsslutet fortsatte de att hålla kontakten, på grundval av gemensamma uppfattningar, gemensamt socialt ursprung och gemensamma intressen". | „ |

En hel del ledande män från den militära, den ekonomiska och den politiska världen hade åren efter andra världskriget suttit på höga poster i någon eller båda av de andra världarna. Mellan dessa högre kretsar finner man en hög grad av utbyte som formellt grundas på att de här människornas exekutiva förmåga gör dem användbara var som helst, men i realiteten grundas på inval i olika klickar. Många av de som ägnat sig åt denna trafik har som medlemmar av makteliten alltmer börjat betrakta statsmakten som ett slags paraply som de arbetar under" menade Mills.
Den lätthet, med vilken sådana nämnda rollbyten genomförs, indikerar för Mills, elitens grad av sammanhållning. Ju högre grad av utbyte och institutionell närhet, desto mer enhetlig är eliten. Fast denna enhetlighet i första hand är ett resultat av den institutionella strukturen, märks också maktens kumulativa karaktär genom att förbindelserna mellan eliterna leder till gemensam livsstil och en känsla av enighet. "Medvetenhet" tillkommer alltså, utöver "sammanhållning". Denna livsstil har en tendens att bli permanent, eftersom en likartad rekrytering leder till att den blir allmänt omfattad. Som följd av detta, är eliten i USA, fastän den inte kommer från ett litet antal framstående familjer, ändå rekryterade från de välsituerade klasserna.

### Massamhället och eliterna
En av orsakerna till varför eliten kan dominera som den gör ligger, enligt C. Wright Mills, i förekomsten av det han kallar "massamhället". Enligt de som studerat samhället med utgångspunkt från att det kan finnas en ledande elit i varje samhälle, har motsatsen till en "elit" alltid varit en "massa". Definitionen av massans egenskaper har också varit tämligen likartade. Det kännetecknande för "massan" är, "att den sönderfaller i sina delar". Medlemmarna i massan är inte organiserade för samordnat politiskt handlande. Individerna i massan förefaller leva ett närmast totalt privat liv. De koncentrerar sig på sina egna intressen både på arbetet och fritiden. Umgänget hos massan är tämligen begränsat och inskränker sig i stort sett till familjen, grannarna och arbetskamraterna. Genom att leva i en miljö med så snäva gränser inskränks också individens kännedom om allmänna angelägenheter. I motsats till eliten saknar massan en utsiktspunkt, från vilken den kan överblicka den samhälleliga strukturen i sin helhet.
Mills hävdar, att massans medlemmar är fångar i sin egen miljö. Endast eliten kan gå utanför den miljö där den befinner sig, så länge "massamhället" råder. Bara eliten på samhällets befälsposter når fram till en allmän överblick. Varseblivningen hos massan är splittrad. Den kan oftast inte ens uppfatta syftet med den egna verksamheten, då den har svårt att urskilja vilken roll den spelar i det samlade samhällsbygget. Individerna i massan har inga egna uppslag, utan följer endast med i de existerande rutinerna, menar Mills.
Även Mosca och Michels uppfattar massan i en representativ demokrati, som politiskt inkompetent, apatisk och i avsaknad av handlingsförmåga. Individerna i massan har ingen önskan att axla något politiskt beslutsfattande. Mosca menar exempelvis, att det politiska initiativet blivit elitens ansvarsområde, främst på grund av massans likgiltighet. Medan eliten försöker vidmakthålla sin sammanhållning, söker man gentemot massan inta en attityd av att söndra och härska. Mills ser ett samhälle till största delen befolkat av en massa, som en direkt motsats till ett samhälle där de klassiska demokratiska idealen förverkligats. Mills anser att det råder en diskrepans mellan de i USA allmänt omfattade liberala idealen och den faktiska verkligheten. Enligt Mills terminologi kan man säga, att den upplysta allmänheten har förvandlats till en lättmanipulerad massa. För att förstå denna förvandling måste man begripa vilka fundamentala föreställningar en sådan demokrati bygger på. Mills nämner några sådana:
1. Individualismen, vilken i massamhället ersatts av kollektiva, ekonomiska och politiska former.
2. En föreställning om en fridfull och naturlig harmoni av intressen som skapar en social balans. Denna föreställning har i massamhället ersatts av klassmotsättningar och organiserade påtryckningsgrupper.
3. En föreställning om en "förnuftig", mänsklig hållning, vilken förutsätter att allt handlande sker genom att beslut fattas efter överläggningar mellan olika individer. I stället grundas nu beslut på expertråd med mera, vilkas beslut tjänar vissa intressen. Som tidigare beskrivits, menar Mills, att "förnuftet" har övergått i någon slags "instrumentell-rationalitet".

Det bör tilläggas att såväl "allmänhet" som "massa", av Mills, beskrivs som idealtyper, vilka aldrig existerat som rena samhällsformationer. Mills hävdar heller inte, att det moderna USA är ett totalitärt samhälle, men han ser en tendens där utvecklingen mot idealtillstånden fått ge vika för en utveckling som nyss beskrivits.

## Elitstyrets fyra dimensioner
C. Wright Mills utvecklar fyra kriterier eller dimensioner mot vilka man kan bedöma i hur hög grad ett massamhälle och därmed om ett elitstyre, utvecklats strukturellt sett.
- Den första dimensionen (1) berör förhållandet mellan opinionsskapare och opinionstagare. I det moderna samhället finns ofta en opinionsbildare som på ett opersonligt vis, genom masskommunikation, vänder sig till miljontals tittare och åhörare.

- Den andra dimensionen (2) handlar om i hur hög grad framförda åsikter kan ifrågasättas och kritiseras. Masskommunikationen har genom sin avancerade teknik skapat en struktur, där opinionsledarna bestämmer vilka som skall delta i det offentliga samtalet. I extrema fall monopoliseras massmedia och kommunikation sker endast i en riktning, vilket får till följd att mottagarna blir passiva åhörare.

- Den tredje dimensionen (3) berör i vilken utsträckning den allmänna opinionen kan påverka de offentliga besluten och då speciellt beslut, vilka är av allmän betydelse. Graden av inflytande i beslutsprocessen berör främst på vilken position man har i maktstrukturen. Ofta är inflytandet för folkflertalet begränsat till frågor av marginell, lokal karaktär.

- Den fjärde dimensionen (4) slutligen, berör i vilken utsträckning institutionaliserade auktoriteter kan kontrollera och utöva sanktioner mot individen. Vid ena ändan av en sådan här dimension är individen autonom och fri från kontroll. Vid den andra ändpunkten är individen ständigt övervakad av ett nätverk av ledare. Som exempel på sådana nätverk, anger Mills bland annat det nazistiska kvarterssystemet och det sovjetiska cellsystemet, vilka båda byggde på angiveri och kväsande av debatt.

Genom att studera samhället och ange värdena på dessa fyra dimensioner kan man också fastställa i vilken grad ett samhälle har utvecklats i totalitär riktning. Eller som Mills själv sammanfattar och definierar:
| ” | "Genom att kombinera dessa olika punkter kan vi åstadkomma små modeller av eller diagram över flera olika typer av samhällen. Eftersom 'problemet med den allmänna opinionen' från vår utgångspunkt uppställs genom den klassiska borgerliga allmänhetens nedgång och fall, behöver vi här bara intressera oss för två typer; allmänheten och massan. | „ |

| ” | I en allmänhet, sådan termen används här, finns det (1) lika många åsiktsframförare som åsiktsmottagare... (2) kommunikationerna från det allmännas sida är organiserade på sådant sätt att det finns möjlighet att snabbt och effektivt besvara varje åsikt som uttrycks från allmänhetens sida. De opinioner som bildats genom en sådan debatt kan (3) utan svårigheter finna utlopp i effektiv handling, till och med - om så erfordras - i strid med härskande myndigheters vilja. Och (4) inga auktoritativa institutioner penetrerar allmänheten såsom sådan, som alltså blir mer eller mindre självständig i sitt handlande. Där dessa betingelser råder har vi en fungerande modell av ett samhälle av självständiga medborgare, en modell som väl ansluter sig till de antaganden som bär upp den klassiska teorin om en demokrati. I den motsatta ytterligheten, massan finns det (1) mycket färre människor som framför åsikter än antalet åsiktsmottagare; för här blir allmänheten en abstrakt samling individer som mottager intryck från massmedia. (2) De förhärskande kommunikationerna är organiserade på sådant sätt, att det blir svårt eller omöjligt för individen att replikera genast eller med någon som helst verkan. (3) Opinionernas omsättande i handling härskas av myndigheterna, som organiserar och kontrollerar medierna för ett sådant handlande. (4) Massan har ingen självständighet gentemot institutionerna; tvärtom penetreras den av agenter för de auktoriserade institutionerna, som därmed ytterligare reducerar dess eventuella möjligheter att forma åsikter genom debatt". | „ |

## Språkets betydelse
Att studera språket blir också en viktig uppgift, menar Mills om man vill förstå Makten. Det kan säga oss mycket om de skilda institutionerna och deras natur. Mills menar, att i likhet med samhällets institutioner, genomgår även språket ibland historiska, funktionella förändringar. I det moderna samhällets institutioner finns en mängd olika språkliga mönster, vilka passar för den typ av situation man för stunden befinner sig i. Inget språk i moderna samhällen innehar någon monopolställning, utan skiftar utifrån de olika roller människor befinner sig i dagligen. Olika institutioner har också ofta konkurrerande intressen och motiv. Denna konkurrens återspeglas genom att de olika institutionernas vokabulär tävlar om att vinna herravälde. Språket ingår i det som Mills kallar symbolsfären. Symboler används ofta av institutioner för att rättfärdiga sin auktoritet och sitt handlande. Detta är vad Max Weber benämner som "legitimeringsprocessen". I detta avseende är Mills klart inspirerade av Weber. När man studerar hur ett samhälle fungerar, bör vissa frågor av konkret empirisk art ställas, till exempel vilken typ av handlande eller institutioner rättfärdigar eller motiverar den eller de specifika symbolerna och i vilket/vilka sociala system finner man de specifika symbolerna, och vilken funktion har de, menar Mills.

### Språkets betydelse (bakgrund)
Att tilldela språket en så pass stor roll som Mills gjorde är inte unikt inom samhällsvetenskapen. Det finns en väsentlig tradition som tilldelat språket en stor betydelse. Slutsatserna om på vilket vis språket och symbolerna påverkat samhället och individerna är många och skilda. Mills menade i likhet med Karl Marx, att ekonomin visserligen bestämmer politiken indirekt, men att det finns en tolkande instans med betydande autonomi i det civila samhället. Huvudpersonerna i denna relativt självreglerande sfär är de intellektuella. Genom sin makt över språket och föreställningarna kan dessa skapa oreda i historiens maskineri, så att det som inte kan hända, ändå händer. Fascisternas förmåga att styra sin tids samhälle, där gatuteater var ett bestående inslag, kunde ge viktiga insikter i syfte att förstå ett framtida informationssamhälle, enligt Mills.
Företrädare för den så kallade Frankfurtskolan bland annat, Herbert Marcuse, hävdar att individerna hela tiden utsätts för massmedias språkliga indoktrinering. Tankeprocesserna blir därför endimensionella och likriktade, vilket leder till att vi styrs in i ett torftigt konsumtionsschema, via massmedia. Resultatet blir skapandet av "falskt medvetande", vilket tränger undan möjligheten till ett kritiskt förhållningssätt och skapar förutsättning för ett elitstyre.
Mills och kollegan Hans H. Gerth är i sin studie Charachter and Social Structure,(1954),är inne på likartade tankegångar, att massmedia och dess symbolspråk riskerar att bli monopoliserat. De är dock inte lika säkra på att massmedia totalt kommer att dominera människan. Det finns många symbolscener i samhället och det är inte säkert att just massmedia blir den allt igenom förhärskande, menar de. Att massmedierna har stort inflytande är man dock övertygad om.

## Olika typer av Integration
Med ovanstående utgångspunkter försökte Mills och Gerth i sin bok att göra en makrosociologisk överblick av den sociala strukturen i samhället och visa på fyra idealtyper av integrerade samhällen som historiskt kunnat skönjas. Här följer en sammanställning av de fyra idealtyperna:
1. Correspondence (överensstämmelse). Med det menas, att de olika institutionerna är förenade av och utvecklade i överensstämmelse med en allmän princip. Ett exempel på en sådan samhällstyp är det liberala kapitalistiska USA under 1900-talet. Där var olika institutionella system förenade av en gemensam princip, konkurrens.
2. Coincidence (sammanträffande). Olika strukturella principer eller utvecklingar i olika institutionella system producerar tillsammans en ofta oförutsedd enhet för hela den sociala strukturen. Som exempel ger Mills och Gerth den typen av samhällen som Weber beskriver i Protestantismens etik och kapitalismens anda, där sådana till synes divergerande element som kalvinism och modern kapitalism samsas.
3. Coordination (samordning). En eller flera institutionella system dominerar övriga likartade system. Ett exempel på ett sådant system är Hitlers Tyskland.
4. Convergence (sammanstrålande). Två eller flera institutionella system sammanfaller till ett enda institutionellt system. Som exempel ger man USA:s gränsområden i början av 1900-talet, där bönderna blev en del av den militära institutionen.

I sista kapitlet av boken hävdar Mills och Gert, att både USA och Sovjet håller på att utveckla den strukturella principen om coordination. En maktelit bestående av de institutionella systemen "politik", "militär" och "ekonomi", går samman och dominerar båda dessa stater. Den pågående byråkratiseringsprocessen tillsammans med ett korporativ kapitalistiskt system har i stort sett underminerat den liberala demokratin i USA. Stalins Sovjetunionen är jämförbart med Hitlers Tyskland, menar Mills och Gerth. De intellektuellas roll är att motstå en sådan utveckling och inte minst är det viktigt att studera samhället i ett sådant skede.
Ett annat sätt att ta sig an maktkoncentration i samhället har den franske sociologen Pierre Bourdieu. Han har undersökt hur makten i det franska samhället går i arv, och konstaterat både familjetraditionens inflytande, liksom att vissa elitskolor i Paris är en lätt farbar väg till maktpositioner inom det politiska, ekonomiska och kulturella etablissemanget. I anslutning till detta använder han begreppen socialt kapital, och kulturellt kapital, för att beskriva vilka fördelar dessa arvingar har i sin väg mot makten.

## Kritik av elitteorin
Enligt sociologen David Riesman består inte den högsta maktnivån av en elit utan av det han kallar "vetogrupper". Dessa är olika intressegrupper, vilka utövar sin makt genom att blockera andra gruppers handlande. Han menar vidare, att det inte finns någon dominerande maktgrupp, utan att de olika vetogrupperna uppväger varandra, så att en viss balans uppstår. Vetogrupperna försöker vinna den oorganiserade massan till sig. Riesman menar, att makten och byråkratin inte har centraliserats, utan att den spridits ut på ett större antal grupper. Mills hävdade att sådana vetogrupper till viss del existerade på lägre nivåer som städer och ibland hade visst inflytande på delstater men inte på federal nationsnivå. Där härskade Makteliten. Mills och Riesman var dock eniga om att den stora massans inflytande har minskat.
Statsvetaren Robert Dahl publicerade den mest citerade kritiken av elitteorin i studien Who Governs (1961). Dahl studerade nätverk av centrala beslutsfattare i staden New Haven i Connecticut i USA. Dahls huvudargument mot elitteorin var att de nätverk som kartlades inte överlappade varandra. Således balanserade de olika elitgrupperna varandra. Upprepande studier av de sociala nätverken i New Haven har dock kritiserat Dahls metoder som bristfälliga och argumenterat för tydlig överlappning hos de centrala elitnätverken i New Haven (Domhoff 1987).